# اوچ‌قون (شهرستان قره‌سو)
اوچ‌قون (به لاتین: Uchkun) یک روستا در قرقیزستان است که در شهرستان قره‌سو (قرقیزستان) واقع شده‌است. اوچ‌قون ۱۴۹ نفر جمعیت دارد و ۱٬۵۹۱ متر بالاتر از سطح دریا واقع شده‌است.